# نادي فوينلابرادا
نادي فوينلابرادا هو نادي كرة قدم في إسبانيا تأسس في 1975 يقع في فوينلابرادا.

## وصلات خارجية
- الموقع الرسمي